# Segunda entrada en Madrid del archiduque Carlos
La segunda entrada del archiduque Carlos en Madrid se produjo el 28 de septiembre de 1710 en el contexto de la guerra de sucesión española (1701-1714). Fue el resultado de una ofensiva iniciada en la primavera de 1710 por los ejércitos de la Gran Alianza, que apoyaba al Archiduque Carlos en su reclamación del trono de la Monarquía Hispánica frente a Felipe V de Borbón, que había sido el designado como sucesor por Carlos II de España en el testamento que dictó un mes antes de su muerte que tuvo lugar en noviembre de 1700. La ofensiva partió del Principado de Cataluña en cuya capital, Barcelona, Carlos III de España —como habían proclamado al archiduque sus partidarios— había fijado su corte. Sin embargo, como ya ocurrió en la primera entrada en Madrid del archiduque Carlos cuatro años antes, su estancia en la capital de la Monarquía Católica fue muy corta —solo duró un mes— debido a la falta de apoyos y a la hostilidad con la que se encontró. En su retirada los ejércitos del Archiduque sufrieron dos sonadas derrotas (batalla de Brihuega y batalla de Villaviciosa) por el ejército borbónico al mando del duque de Vendôme que dieron un vuelco a la guerra en la península ibérica en favor de Felipe V —que había vuelto a ocupar el trono en Madrid tras su retirada con la corte a Valladolid—.

## La ofensiva austracista sobre Madrid

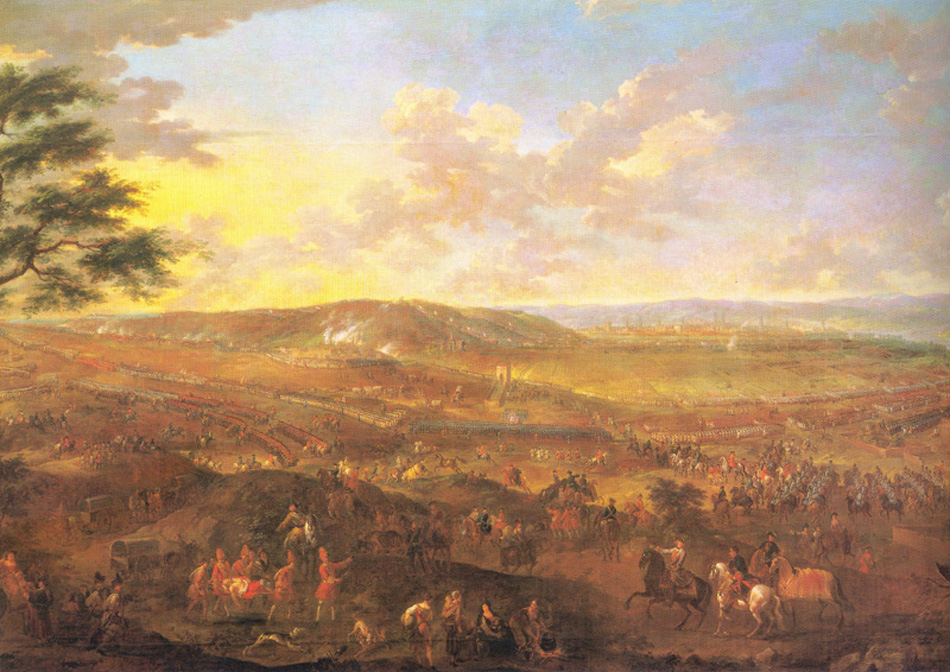
La Batalla de Zaragoza.

Debido a la presión de los aliados Luis XIV ordenó la retirada del ejército francés que combatía en la península ibérica en apoyo de su nieto Felipe V —también se marchó el embajador francés Michel-Jean Amelot que había ejercido una enorme influencia sobre Felipe V siguiendo las órdenes de Luis XIV—. Esta situación intentó ser aprovechada por el Archiduque Carlos (Carlos III para sus partidarios) para iniciar una ofensiva desde Cataluña en la primavera de 1710 con la finalidad de ocupar Madrid por segunda vez —la primera había tenido lugar en 1706—. El 27 de julio el ejército aliado al mando de Guido von Starhemberg y James Stanhope derrotaban a los borbónicos en la batalla de Almenar y casi un mes después, el 20 de agosto, al ejército del marqués de Bay en la batalla de Zaragoza —también llamada batalla de Monte Torrero— causando una desbandada de las tropas borbónicas y haciendo muchos prisioneros. Tras esta victoria el reino de Aragón pasó a manos austracistas y Carlos III el Archiduque cumplió su promesa y restableció los fueros de Aragón, abolidos por el Decreto de Nueva Planta de 1707. Finalmente se produjo la segunda entrada en Madrid del Archiduque Carlos el 28 de septiembre. Casi al mismo tiempo salían de Barcelona para reconquistar el reino de Valencia —que había sido ocupado por los borbónicos tras su victoria en la batalla de Almansa del 25 de abril de 1707— ocho naves inglesas a las órdenes del conde de Savellà, en las que se enrolaron mil catalanes y mil valencianos que se habían refugiado en Barcelona, pero la empresa fracasó porque cuando los barcos llegaron al Grao de Valencia el esperado alzamiento de los maulets —como eran conocidos también los austracistas del Reino de Valencia— no se produjo.
Tras la reconquista de Zaragoza los austríacos, con el mariscal Guido von Starhemberg al frente, propusieron penetrar en Castilla por el norte ocupando previamente el reino de Navarra, el Señorío de Vizcaya, Álava y la La Rioja, pero se impuso la opción inglesa defendida por el general James Stanhope que afirmó «que no tomaría con sus tropas otro camino que el de Madrid...», a pesar de que el propio Archiduque Carlos no era partidario de repetir la amarga experiencia de la primera entrada en Madrid de cuatro años antes. Como ha señalado Joaquim Albareda, "para los británicos, que cargaban con la mayor parte del gasto de la guerra, era preciso resolverla pronto". El 25 de septiembre —solo tres días antes de la entrada en la capital— el Archiduque se quejaba en una carta enviada a su esposa, que había permanecido en Barcelona como regente, de estar maniatado por sus generales —«dan por razón de que yo (quiera o no quiera) me debo conformar con ellos»— y afirmaba que él hubiera preferido recuperar el Reino de Valencia.
En cuanto las tropas aliadas entraron en Castilla se encontraron con la falta de entusiasmo, cuando no hostilidad, de las poblaciones que atravesaban pero aun así continuaron su marcha sobre Madrid. El Archiduque Carlos respondió a esta actitud haciendo público un edicto el 21 de agosto en el que advertía, en un tono muy diferente al utilizado en 1706, que los que no le juraran fidelidad «no serán admitidos ni atendidos de mi Real compasión».
Ante la proximidad de las tropas aliadas Felipe V y su corte abandonaron Madrid para trasladarse a Valladolid, y el Archiduque hizo su segunda entrada en la capital el 28 de septiembre de 1710. Su estancia, como sucedió en la primera ocasión, solo duraría un mes.

## Carlos IIIen Madrid
La recepción al Archiduque y al ejército aliado fue tan fría como se esperaba, agravada por el hecho de que la mayor parte de las tropas estaban integradas por ingleses y holandeses, anglicanos y calvinistas respectivamente, a los cuales los católicos consideraban "herejes". Así un testimonio de la época dice que «hubo tres noches de luminarias con pocas luces y campanas con poco ruido, porque los sacristanes con el aviso de los ingleses herejes estuvieron sorprendidos del susto y con el ojo a las vinagreras». Y Carlos III el Archiduque decidió alojarse fuera de Madrid en una quinta del conde de Aguilar de Inistrillas en Canillejas. Pronto quedó «mal satisfecho de las pocas y tibias aclamaciones con que fue admitido. A primeros de octubre, día en el que señor archiduque cumplía 25 años, hubo besamanos de pocos y no conocidos»
Carlos III el Archiduque solo recibió la obediencia del duque de Híjar, del conde de Palma, del conde de Cardona y del arzobispo de Valencia Antonio Folch de Cardona, además del marqués de Valparaíso y el marqués de Valdetorres, en los cuales, se quejó el Archiduque, «había hallado sólo quien le pedía, pero no quien le sirviese».
Inmediatamente se tomaron medidas muy drásticas contra los felipistas. Los franceses fueron obligados a abandonar Madrid en un plazo de 24 horas y se decretó que «los que haciendo juntas hablasen de las cosas del gobierno de los aliados o sus armas» serían condenados a diez años de prisión y a pena de muerte «los que de día o de noche en voz sumisa o inteligible dijere Viva Felipe V». Asimismo gran número de eclesiásticos fueron desterrados.
El problema más grave se planteó cuando se pidió a los conventos que declararan los bienes que tenían guardados pertenecientes a laicos, ya que muchos sospechosos de felipismo habían depositado allí su dinero y objetos de valor para que no fueran confiscados, aprovechando la inmunidad eclesiástica. Esto dio la oportunidad a las tropas para realizar saqueos y pillajes en los conventos y en las iglesias —saqueos que también se produjeron en las casas «de ministros ausentes y de particulares, especialmente franceses»—. Estos abusos, acompañados de insultos a los vecinos «llamándolos gabachos, traidores» y en ocasiones de actos deliberadamente sacrílegos, perpetrados por los «herejes» fueron denunciados por los felipistas y los usaron como una eficaz arma de propaganda en favor de su causa. En algunos de los testimonios recogidos se decía:

En estos días se vieron vender por las calles de Madrid cálices, patenas, copones y todo género de vasos sagrados y ornamentos que en las iglesias de los de los lugares circunvecinos habían saqueado los herejes y se cuentan más de setenta los templos que sacrílegamente han saqueado.

Violaban los templos, rompían las santas imágenes, arrojaban con su desprecio las reliquias, hurtaban los ornamentos del templo... Vinieron a Madrid muchos curas y sacerdotes llorando las tragedias de sus iglesias y feligreses, aquéllas profanadas, éstos afrentados, fugitivos, si ya no estaban heridos o muertos. [...] Entretanto era Madrid una Ginebra confusa; los lugares una guarida de ladrones; el ejército una banda de bárbaros seytas; obrando en todo sin Dios, sin ley, sin temor, al arbitrio de una insolente y licenciosa libertad.

Los herejes extendían su furor a los templos e imágenes, haciendo de ellas escarnio, y servirles torpemente a su lascivia. Bebían en los sagrados cálices, y, derramando los santos óleos, ungían con ellos los caballos y pisaban las hostias consagradas.

Como ha afirmado Joaquim Albareda, "es indudable que en Castilla, la batalla de la propaganda la ganó Felipe V —a diferencia de lo que ocurrió en Cataluña— y que ésta se cebó en los aliados, a los que asoció con la herejía a causa de la presencia de protestantes en sus filas". Un eclesiástico castellano y felipista, después de considerar a Castilla «timbre y cabeza de las demás coronas», calificó a la guerra de «religiosa como cuantas ha tenido la Iglesia; pues consiste en ella el abatimiento o exaltación de la religión católica».
El devoto católico Archiduque Carlos condenó los desmanes de sus tropas e intentó atajarlos sin demasiado éxito —"consciente de que aquellos atropellos le inhabilitaban de cara a su reconocimiento en tierras castellanas", según Joaquim Albareda—, lo que fue reconocido incluso por algún felipista que lo exculpó afirmando que «se lo ocultaban a propósito», aunque en un impreso se afirmaba que «el no poderlo remediar, no es disculpa sino antes mayor desgracia, porque se ve rendida su autoridad a tropas protestantes que le mandan». En una de las numerosas cartas que escribió a su esposa que estaba en Barcelona actuando como regente, el Archiduque se lamentaba de los abusos cometidos por sus tropas:

Los desórdenes son mayores que nunca... [las casas de algunos nobles] las cuales nuestros propios bien disciplinados soldados han robado en parte, y lo demás, sólo por hacer mal y daño, lo han quebrado y destruido, y también han saqueado iglesias y todo lo demás. No hay forma de remediarlo, porque no quieren los generales, y son los oficiales los primeros y los peores. Así no se hace cosa buena; a vista de todo esto es menester tener paciencia y más paciencia

Como ya sucediera en 1706 se planteó de nuevo el problema del abastecimiento del ejército, lo que unido a que el ejército borbónico detuvo el avance del ejército portugués que venía a reforzar al ejército aliado que ocupaba Madrid, determinó que se decidiera el abandono de la capital a finales de octubre. Se pensó en principio pasar el invierno en La Mancha pero se descartó esta opción porque sus habitantes a pesar de que había jurado fidelidad a Carlos III temían el avance y las represalias de los felipistas. Así se consideró como objetivo prioritario la defensa de Aragón y de Cataluña, sobre todo cuando llegó la noticia de que un ejército francés de 15 000 hombres al mando del duque de Noailles había llegado a Perpiñán y se disponía a cruzar la frontera. Carlos III se adelantó a su ejército para llegar cuanto antes a Barcelona y se dice que cuando llegó a tierras aragonesas exclamó: «Ya estoy en mi reino».
El 3 de diciembre Felipe V entraba de nuevo en Madrid y sus tropas al mando del duque de Vendôme emprendían la persecución de los ejércitos aliados de Stanhope y de Starhemberg que se retiraban hacia Aragón, "faltas de recursos y libradas al pillaje". El primero fue rodeado en Brihuega (Guadalajara) el 6 de diciembre donde había acampado y tres días después era derrotado en la batalla de Brihuega, en la que fueron hechos prisioneros 3000 soldados aliados, incluido el propio Stanhope. Al día siguiente Vendôme derrotaba al ejército de Starhemberg en la batalla de Villaviciosa. Estas dos victorias borbónicas supusieron que la guerra en la península ibérica diera un vuelco decisivo a favor de Felipe V —el victorioso general francés fue aclamado en Madrid al grito de «¡Viva Vendôme nuestro libertador!»—. Un mes después Felipe V volvía a ocupar el reino de Aragón. Solo Cataluña y las islas Balerares permanecían aun en manos del Archiduque.

## Consecuencias
La segunda entrada en Madrid del Archiduque fue un nuevo fracaso. "Falló el abastecimiento de las tropas, la coordinación de los generales brilló por su ausencia, y fracasaron las previsiones sobre las que se habían fundado el supuesto apoyo social que había de permitir a Carlos III adueñarse de Castilla", afirma Joaquim Albareda.
No solo las victorias borbónicas de Brihuega y de Villaviciosa, sino también la fidelidad mostrada por los castellanos a Felipe V —que se plasmó en una carta enviada a Luis XIV por 28 nobles titulados castellanos encabezados por el duque de Medina Sidonia durante la ocupación austracista de Madrid en la que reiteraban su adhesión a la Casa de Borbón y le pedían que enviara refuerzos— tuvieron una importante repercusión internacional que resultaría decisiva en el desenlace de la guerra en la península ibérica y fuera de ella, porque sirvieron para que Luis XIV volviera a apoyar militarmente a Felipe V y también para que el nuevo gobierno británico tory, que había salido de las elecciones celebradas en otoño de 1710, viera reforzado su programa político de acabar con la guerra lo más rápidamente posible. Así describió el propio Luis XIV la nueva situación creada por las victorias felipistas y por la fidelidad de la Corona de Castilla a la causa borbónica:

Mi alegría ha sido inmensa... [Las victorias de Felipe V suponen] el giro decisivo de toda la guerra de Sucesión: el trono de mi nieto al fin asegurado, el archiduque desanimado... el partido moderado de Londres confirmado en su deseo de paz